# Discus marmorensis
Discus marmorensis é uma espécie de gastrópode da família Discidae.
É endémica dos Estados Unidos da América.